# Старо-Альмясово
Старо-Альмя́сово (рос. Старо-Альмясово, башк. Иҫке Әлмәс) — присілок у складі Кугарчинського району Башкортостану, Росія. Входить до складу Ібраєвської сільської ради.
Населення — 5 осіб (2010; 12 в 2002).
Національний склад:
- росіяни — 67%